# José Tomás Ovalle
José Tomás y Ovalle Bezanilla (Santiago del Cile, 21 dicembre 1787 – Santiago del Cile, 21 marzo 1831) è stato un politico cileno.
È stato provvisoriamente Presidente del Cile dal 31 marzo del 1830 al marzo del 1831.